# 79式反載具飛彈
79式反載具飛彈是一種日本製造的線控導引陸基反戰車／小艇飛彈，1984年進入陸上自衛隊服役，最初用於海岸防禦，用於消滅敵軍陸戰隊的登陸艇或是巡邏艇。

## 特徵
飛彈存於一種圓型桶內，發射時飛彈直接於固體火箭推進射出桶外，尾焰遠離發射者，之後Daicel化學公司製的飛行引擎點火，以每秒約200公尺速度飛向目標。
飛彈是薄材料製造的圓桶型上有四尾翼，彈頭有錐形裝藥用於反戰車，和半穿甲彈搭配延遲引信的反小艇彈頭，兩種可選用。

## 導引

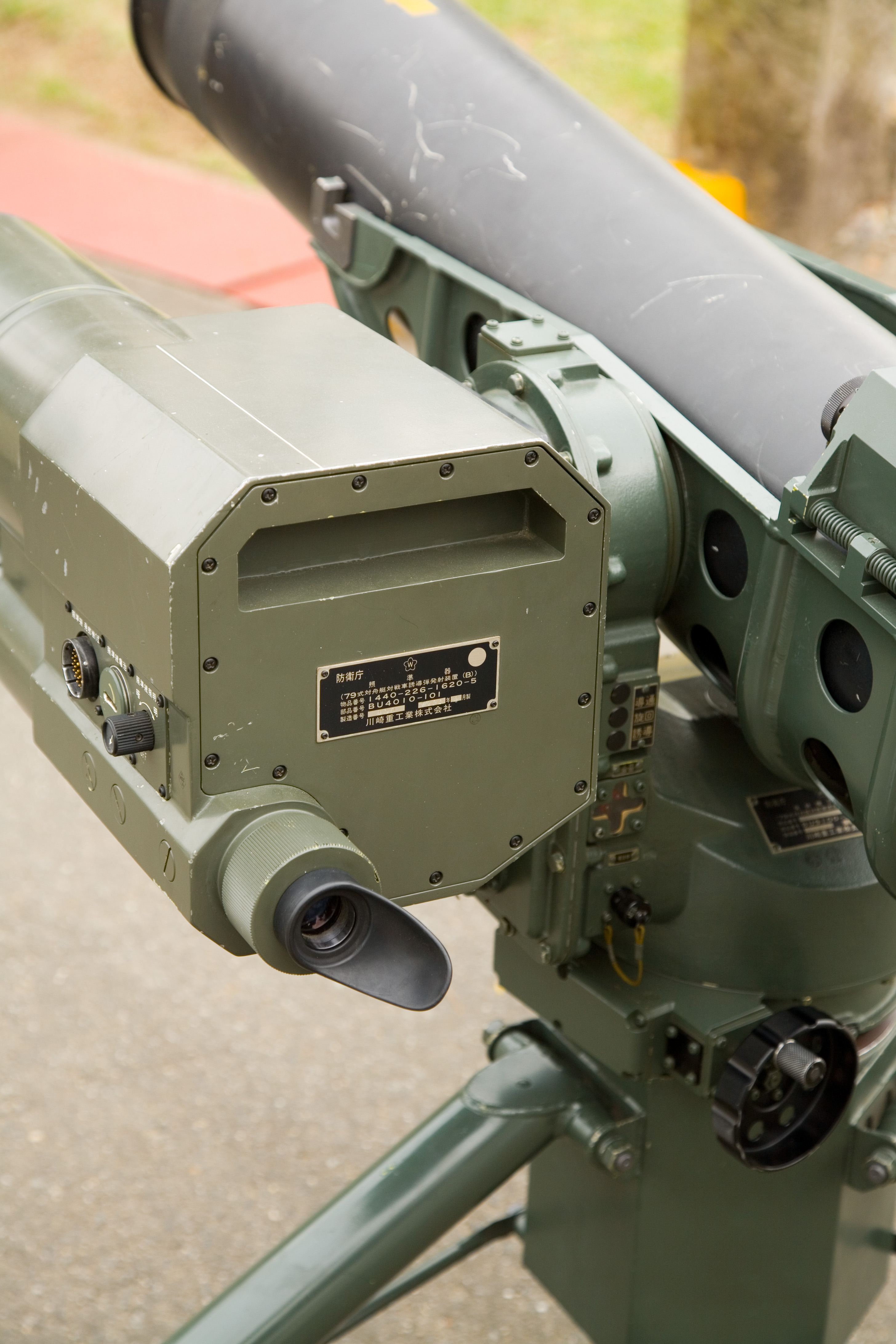
NEC製瞄準單元裡面有小電腦。

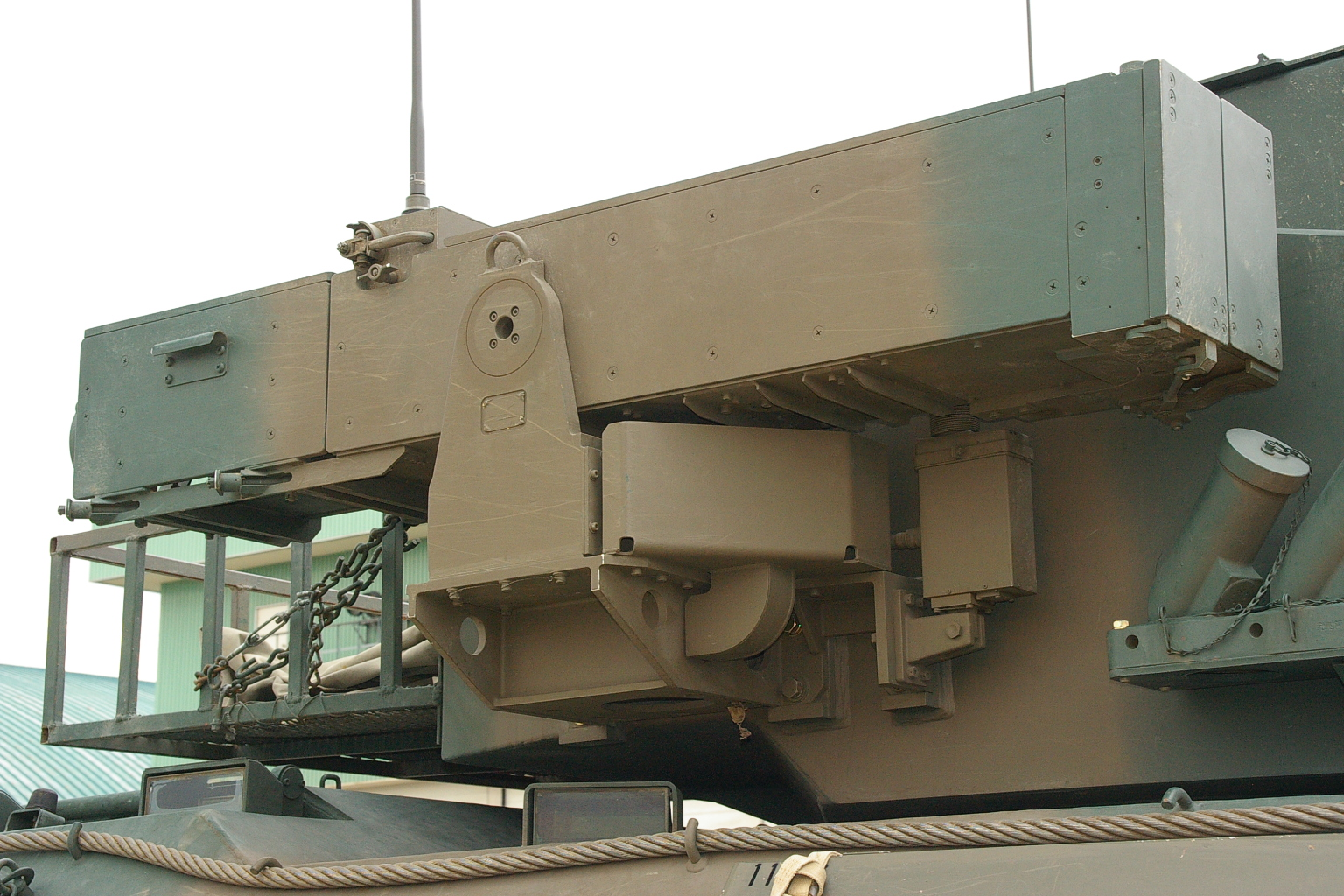
89式裝甲戰鬥車上的79式反載具飛彈。

飛彈射出後依然由一根細線和發射架連結，導引訊號就由此電線傳遞到飛彈，一具氙氣燈於飛彈尾對準NEC公司製造的發射架瞄準單元，據此不斷估測前置量調整飛彈，攻擊目標體。
79式飛彈必須遠程發彈，至少要相距50公尺的目標，太近的目標無法攻擊。也可以裝在三菱73式吉普車，而且像64式MAT飛彈和87式Chu-MAT飛彈一樣79式通常也裝設於三菱89式裝甲戰鬥車上。

## 相關連結
- 拖式飛彈
- 自衛隊
- 陸上自衛隊